# Жеребенков, Дмитрий Александрович
Дмитрий Александрович Жеребенков (род. 8 сентября 1972, Ленинград) — советский и российский хоккеист, защитник. Тренер
Бо́льшую часть карьеры провёл в клубе «Ижорец» в сезонах 1988/89 — 1991/92, 1993/94 — 1994/95, 1996/97 — 1997/98. В сезоне 1992/93 сыграл 26 матчей за СКА. Сезон 1995/96 отыграл за шведский клуб «Мальмбергет». В сезоне 1998/99 выступал за финский ЙоКП. Играл за российские клубы «Липецк» (1999/2000 — 2000/01, «Спартак» СПб (2000/01), «Энергия» Кемерово (2001/02), белорусские клубы «Гомель» (2001/02 — 2002/03), «Витебск» (2002/03).
Тренер ХК «Форвард» Василеостровского района Санкт-Петербурга.